# يوتا تويوكاوا
يوتا تويوكاوا (باليابانية: 豊川 雄太) (9 سبتمبر 1994 في كوماموتو في اليابان – )؛ هو لاعب كرة قدم ياباني سابق كان يلعب كمهاجم.

## وصلات خارجية
- يوتا تويوكاوا على موقع رابطة كرة القدم اليابانية للمحترفين (اليابانية)
- يوتا تويوكاوا على موقع قاعدة بيانات كرة القدم.إي يو (الإنجليزية)
- يوتا تويوكاوا على موقع Soccerway.com (الإنجليزية)
- يوتا تويوكاوا على موقع عالم كرة القدم.نت (الإنجليزية)
- يوتا تويوكاوا على موقع كووورة